# 神戶具盛
神戶具盛（?—1600年12月1日），日本戰國時代至安土桃山時代的武將、大名。伊勢國國人領主神戶氏第7代當主。父親是第5代當主神戶長盛。通稱藏人大夫。

## 生平
生年不詳，家中次男。曾經出家，不過兄長兼神戶氏第6代當主利盛在永祿2年（1559年）以23歲之齡死去，因此還俗並繼承家督。此前的神戶氏是屬於祖父的實家北畠氏，父親長盛和兄長利盛為了擴大勢力，不斷向北伊勢和南近江出征，並與原本是本家血脈的關氏和南近江的六角氏不和。在成為當主後，立即與關氏當主關盛信修復關係，更與盛信一同迎娶六角氏重臣兼日野城城主蒲生定秀的女兒，以此來回復因為戰爭而陷於疲弊的神戶氏的勢力。
不過因為在前代的擴張政策，於繼承家督後，神戶氏很快就受到近鄰勢力多次侵攻，不過都成功防守領地。在北伊勢其中一家最有實力的工藤長野氏與神戶氏的盟友赤堀氏（濱田氏）發生合戰（濱田合戰）時，親自率領援軍支援赤堀氏，並立下武名。
永祿10年（1567年），北伊勢開始被尾張國的織田信長侵攻，於是與重臣山路彈正忠（山路正國和長尾一勝的哥哥）等人防守，令織田軍在美濃國局勢不穩時撤退。永祿11年（1568年），信長軍再度侵攻，因為在戰事中失利，於是迎信長的三男信孝為養子，雙方和睦（北伊勢之戰）。
此後，以織田家部將的身份轉戰，在攻略六角氏時（觀音寺城之戰），令義兄蒲生賢秀降伏等，立下功績。不過因為輕蔑養子信孝，於是觸怒信長，元龜2年（1571年）1月，被押送至賢秀之下，被迫監禁在近江國日野城，神戶氏的家督由信孝繼承，而以對此抗議的山路彈正忠為首，許多一族和家臣被殺害。
天正10年（1582年），在信孝以四國征伐總大將的身份前往大坂出征時，被原諒並以神戶城附近的澤城為隱居所。天正11年（1583年），在羽柴秀吉令信孝切腹後，織田信雄的家老林與五郎成為神戶城城主。之後令女兒（信孝的正室）嫁予與五郎的嫡子十藏，並令其繼承神戶氏，改名神戶與五郎。
此後，在神戶與五郎等人被蒲生氏鄉等羽柴軍擊敗而逃到美濃後，自身投靠織田信包而逃到安濃津。在慶長5年10月26日（1600年12月1日）於當地死去。

## 外部連結
- 武家家伝＿神戸氏 （页面存档备份，存于）